# Villibrordo
Villibrordo (antico inglese Willibrord; latino Willibrordus) (Northumbria, 658 – Echternach, 7 novembre 739) è stato un vescovo anglosassone, vissuto fra il VII e l'VIII secolo e considerato l'apostolo della Frisia (negli attuali Paesi Bassi); è venerato come santo da numerose Chiese cristiane.

## Biografia
Di origine anglica, divenne monaco nell'abbazia di Ripon, fondata in Northumbria dal suo maestro san Vilfrido, futuro vescovo di York.
A vent'anni lasciò Ripon per l'Irlanda, terra dalle gloriose tradizioni monastiche, dove venne consacrato sacerdote dall'abate Egberto.
Fu chiamato sul continente europeo da Pipino di Herstal. Egli aveva appena strappato ai Frisoni alcuni territori oltre il Reno, dove vivevano ancora popolazioni pagane. Villibrordo chiese ed ottenne l'approvazione di papa Sergio I, che lo consacrò vescovo a Roma nel 696 e lo incaricò di organizzare la Chiesa nelle terre che avrebbe evangelizzato. Attorno al 690 Villibrordo si recò in Frisia con un gruppo di monaci provenienti dalle isole britanniche, tra i quali anche il futuro san Vigberto.
In queste terre svolse un'imponente azione evangelizzatrice e si occupò in seguito dell'organizzazione in diocesi delle terre convertite. Egli stesso resse l'arcidiocesi di Utrecht; fondò inoltre le sedi suffraganee di Deventer e Haarlem. Il monaco conobbe e curò un'amicizia spirituale con Wynfrith, il futuro san Bonifacio martire, durante la sua opera missionaria di evangelizzazione della Germania. Villibrordo è noto anche per aver introdotto la figura del vescovo ausiliare all'interno della gerarchia ecclesiastica della Chiesa cattolica, probabilmente in uso in alcune delle sedi episcopali da lui fondate.
Dopo la morte del suo protettore Pipino di Heristal, avvenuta nel 714, Villibrordo si ritirò nel monastero di Echternach (da lui stesso fondato), dove si spense il 7 novembre 739.

## Culto
Le sue reliquie sono ancora conservate nella chiesa abbaziale di Echternach, a lui intitolata e la sua Memoria liturgica cade il 7 novembre. La sua figura venne più tardi legata a quella di santa Cunera di Rhenen (di cui avrebbe ordinato la traslazione delle reliquie e confermato il culto, fatti che però sono probabilmente inventati), così come alle due sante sorelle Herlindis e Relindis di Maaseik (di cui sarebbe stato amico).

## Genealogia episcopale
La genealogia episcopale è:
- Papa Sergio I
- Vescovo Villibrordo